# 츠와나인

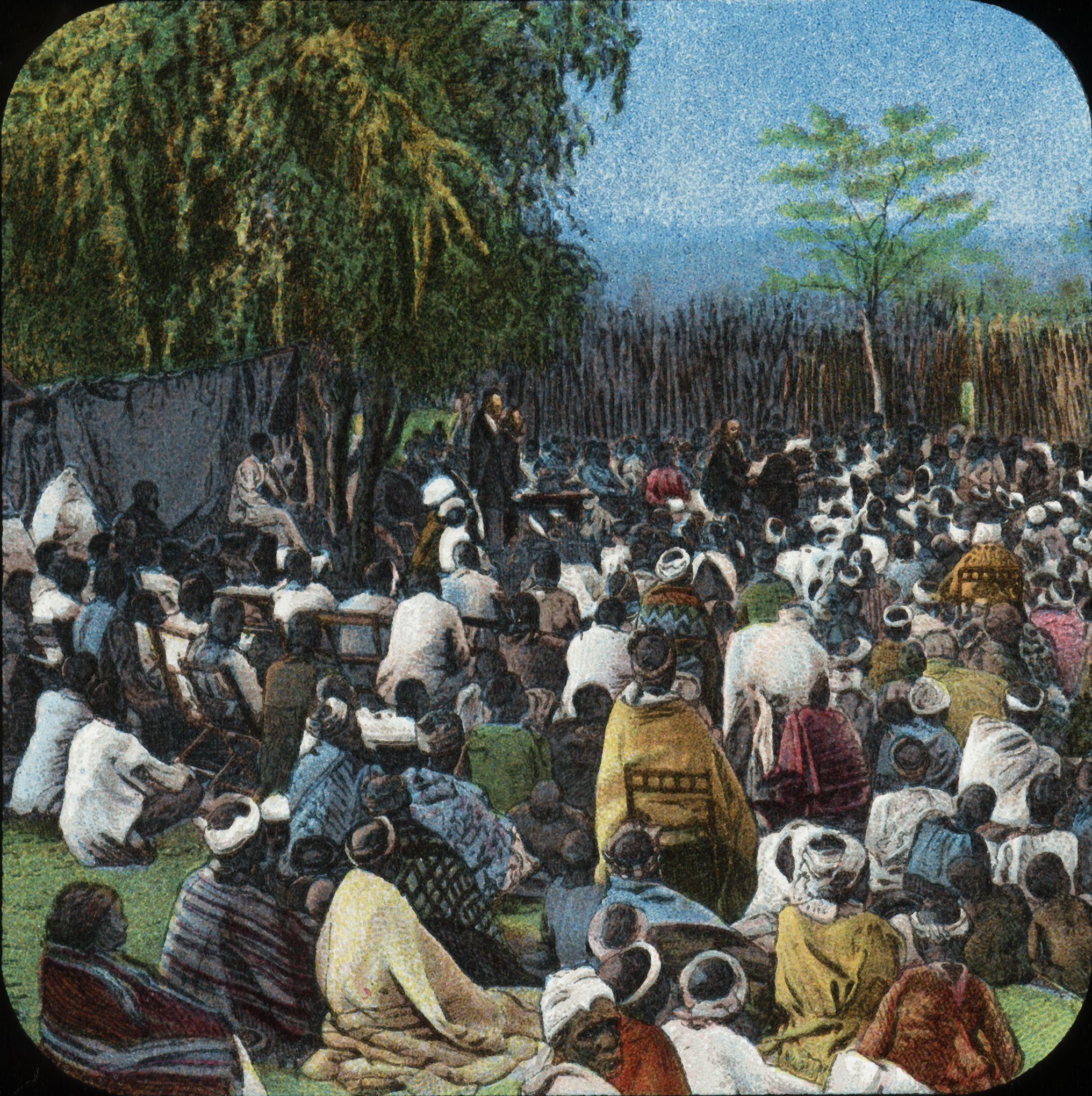
1900년 경의 그림

츠와나인(츠와나어: Batswana, 영어: Tswana people)은 보츠와나, 남아프리카 공화국, 나미비아, 짐바브웨에 사는 민족이다. 이들 중 남아프리카 공화국에 사는 츠와나인은 1970년대 국민당 정권의 아파르트헤이트와 반투스탄 정책에 의해 고향에서 추방되어 보푸사츠와나로 강제로 쫓겨나는 수난을 겪었다. 이들은  아파르트헤이트가 폐지되고 보푸사츠와나가 해체된 1990년대 말경이 되어서야 고향에 재정착할 수 있었다.

## 같이 보기
- 보츠와나의 인구